# Эхутла
Эхутла (исп. Ejutla) — посёлок в Мексике, в штате Халиско, входит в состав одноименного муниципалитета и является его административным центром. Численность населения, по данным переписи 2020 года, составила 1367 человек.

## Общие сведения
Название Ejutla с языка науатль можно перевести как: место вытекающей воды.
В 1544 году разразилась эпидемия Коколистли и некоторые выжившие индейцы из региона Амула решили искать новое пристанище. Долго выбирая место, они обосновались у истока ручья, впадающего в реку Феррерия.
В 1694 году францисканец Диего де Муньос упоминает в своих записях о Эхутле, как о важном населённом пункте на дороге из Вальядолида в Новую Галисию.
5 августа 1727 года земли Эхутлы были переданы во владение коренной общине.
15 ноября 1915 года виллисты ворвались в посёлок и убили нескольких жителей.
В 1918−19 годах эпидемия испанского гриппа привела к гибели большого числа местных жителей.
Эхутла расположен в 175 км к юго-западу от столицы штата, города Гвадалахара, вблизи федеральной трассы 80.

## Население
| Год  | Численность | Численность |
| ---- | ----------- | ----------- |
| 2000 | 1294        | [ 7 ]       |
| 2010 | 1414        | [ 8 ]       |
| 2020 | 1367        | [ 9 ]       |